# Othinosmia jansei
Othinosmia jansei är en biart som först beskrevs av Brauns 1926.  Othinosmia jansei ingår i släktet Othinosmia och familjen buksamlarbin. Inga underarter finns listade i Catalogue of Life.